# 大木村
大木村（おおきむら）は、東京府南葛飾郡にかつて存在した村である。現在の墨田区の東部と葛飾区の西南部にまたがって位置していた。
村名の由来は大畑、木ノ下、木下川（きねがわ）。荒川放水路の建設に伴い村域の大部分を失い、残部が両岸の自治体に編入された。

## 沿革
- 1889年（明治22年）5月1日 - 町村制の施行に伴い、下木下川村の全域と、以下の9村の各一部が合併して発足（カッコ内は残部の編入先）。
  - 大畑村の大部分（吾嬬村、寺島村）
  - 木ノ下村の大部分（隅田村）
  - 上木下川村の大部分（隅田村）
  - 須崎村飛地（東京市本所区、寺島村、大島村）
  - 請地村飛地（東京市本所区、吾嬬村、寺島村）
  - 寺島村飛地（吾嬬村、寺島村）
  - 善左衛門村飛地（隅田村）
  - 渋江村飛地（立石村）
  - 川端村飛地（立石村）
- 1914年（大正3年）4月1日 - 荒川放水路設置に伴い、放水路以南が吾嬬町、放水路以北が本田村に分割編入され、大木村廃止。
- 1932年（昭和7年）10月1日 - 南葛飾郡全域が東京市に編入。吾嬬町の区域が向島区、本田町の区域が葛飾区となる。
- 1947年（昭和22年）3月15日 - 向島区が本所区と合併して墨田区を新設。

## 現在の地名
墨田区東墨田、葛飾区東四つ木、四つ木一丁目（いずれも大体の範囲）